# Lavello
Lavello (latin: Forentum) är en stad och en kommun i provinsen Potenza, i regionen Basilicata. Kommunen hade 13 411 invånare (2017) och gränsar till kommunerna Rionero in Vulture, Canosa di Puglia, Melfi, Minervino Murge, Montemilone, Rapolla samt Venosa.